# BlackRock
BlackRock és una empresa de gestió d'inversions nord-americana la seu central de la qual es troba a Nova York. L'empresa és considerada l'empresa de gestió d'actius més gran del món, amb uns actius sota gestió valorats en més de 8,67 bilions de dòlars a gener 2021. Opera globalment amb 70 oficines en 30 països i amb clients de més de 100 països.
Blackrock és un dels grups financers més influents a Wall Street i Washington.

## Finances
El 2020, l'organització sense ànim de lucre American Economic Liberties Project va publicar un informe en què destacava el fet que "les Tres Grans firmes de gestió d'actius -BlackRock, Vanguard i State Street- gestionen més de 15 bilions de dòlars en actius globals en conjunt sota la seva gestió, una quantitat equivalent a més de tres quartes parts del producte interior brut dels EUA”. L'informe demanava reformes estructurals i una millor regulació dels mercats financers. El 2021, BlackRock gestionava més de 10 bilions de dòlars en actius sota gestió, al voltant del 40% del PIB dels Estats Units (25,347 bilions nominals el 2022).

## Crítiques

### Influència i poder
El 2010, Ralph Schlosstein, conseller delegat d'Evercore Partners i fundador de BlackRock, va qualificar BlackRock com “la institució financera més influent del món”.
A causa del seu poder i a l'enorme grandària i abast dels seus actius i activitats financeres, BlackRock ha estat qualificat com el major banc a l'ombra del món. El 2020, els representants nord-americans Katie Porter i Jesús "Chuy" García van proposar un projecte de llei a la Cambra de Representants dels EUA amb l'objectiu de frenar BlackRock i altres dels denominats bancs a l'ombra. El 4 de març de 2021, la senadora nord-americana Elizabeth Warren va suggerir que BlackRock hauria de ser qualificat com a "Too big to fail" (massa gran per fer fallida), i que hauria de ser regulat en conseqüència.
BlackRock inverteix els fons dels seus clients (per exemple, els propietaris de participacions en fons cotitzats iShares) en nombroses empreses que cotitzen a la borsa, algunes de les quals competeixen entre si. A causa de la mida dels fons de BlackRock, l'empresa es troba entre els principals accionistes de moltes empreses, incloses les més grans del món. BlackRock afirma que aquestes accions són en última instància propietat dels clients de l'empresa, no de la pròpia BlackRock –una opinió compartida per múltiples acadèmics independents–, però reconeix que pot exercir els vots dels accionistes en nom d'aquests clients, en molts casos sense la participació dels clients.
Aquesta concentració de la propietat ha suscitat preocupació per possibles pràctiques anticompetitives. Un estudi del 2014 va analitzar els efectes d'aquest tipus de propietat comuna sobre els preus dels bitllets d'avió. L'estudi va concloure que “els preus pugen i la quantitat baixa quan les companyies aèries que competeixen en una ruta determinada són propietat més comuna del mateix conjunt d'inversors”. Els autors van assenyalar que aquest augment de preus no implica necessàriament una connivència conscient entre els propietaris comuns, sinó que potser podria ser perquè aquestes empreses són ara "massa mandroses per competir" amb si mateixes.
BlackRock ha estat objecte de teories conspiratives, inclosa la teoria conspirativa que BlackRock posseeix tant Fox News com Dominion Voting Systems, que Snopes va qualificar de "falsa" i PolitiFact va qualificar de "majorment falsa". Algunes teories conspiratives de BlackRock també han incorporat l'antisemitisme, com la teoria conspirativa que persones jueves, inclòs el fundador de BlackRock, Robert Kapito, formen part d'una càbala responsable de COVID i d'una “agenda COVID”.

#### Propietats creuades
BlackRock és accionista de molts inversors institucionals que tenen accions de BlackRock. Aquesta cadena de propietat és similar a les estructures de propietat creuada que s'han identificat al Regne Unit.

### Vincles amb la reserva federal
BlackRock va ser objecte de crítiques per suposadament aprofitar-se dels seus estrets vincles amb la Reserva Federal durant els esforços de resposta a la pandèmia de COVID-19. El juny de 2020, The New Republic va escriure que BlackRock "estava tenint una pandèmia molt bona" i s'estava presentant "com a socialment responsable mentre contribuïa a la catàstrofe climàtica, eludia el control reglamentari i intentava influir en [una possible] administració Biden". El Financial Times va descriure que BlackRock s'havia assegurat un destacat paper d'assessorament al programa de compra d'actius de la Reserva Federal posterior a la crisi, cosa que va suscitar preocupacions sobre si BlackRock utilitzaria la seva influència per animar la Reserva Federal a comprar productes de BlackRock, durant el programa de flexibilització quantitativa de la Reserva Federal de 2020, l'ETF de bons corporatius de BlackRock va rebre 4.300 milions de dòlars en noves inversions, en comparació dels respectius 33 i 15 milions de dòlars rebuts pels competidors de BlackRock, Vanguard Group i State Street.

#### Participació en la reconstrucció d'Ucranïa
El 28 de desembre de 2022, es va anunciar que BlackRock i Volodímir Zelenski havien coordinat un paper per a l'empresa en la reconstrucció d'Ucraïna. L'acord va ser criticat, acusant-se a BlackRock de "treure profit" de la destrucció ucraïnesa.

## Persones clau
A partir del 2023, Blackrock tindrà un consell d'administració de 16 persones.
- Larry Fink – fundador, president i director general[31]
- Bader M. Alsaad
- Pamela Daley
- William E. Ford
- Fabrizio Freda
- Murry S. Gerber
- Margaret "Peggy" L. Johnson
- Robert S. Kapito – fundador i copresident[32]
- Cheryl D. Mills
- Gordon M. Nixon
- Kristin Peck
- Charles H. Robbins
- Marco Antonio Slim Domit
- Hans V. Vestberg
- Susan Wagner – fundador, membre de la junta directiva[33]
- Mark Wilson
- Amin H. Nasser

Entre les persones que han format part anteriorment del consell d'administració de Blackrock hi figuren:
- Brian Deese - antic responsable mundial d'Inversió Sostenible[34]
- Blake Grossman, ex vicepresident[35]